# Dispatcher (Informatik)
Ein Dispatcher dient im Rahmen der Prozessverwaltung eines Betriebssystems dazu, bei einem Kontextwechsel dem derzeit aktiven Prozess die CPU zu entziehen und anschließend dem nächsten Prozess die CPU zuzuteilen. Die Entscheidung, welcher Prozess der nächste ist, wird vom Scheduler im Rahmen der Warteschlangenorganisation getroffen.
Der Scheduler wird in der Operation assign (ein Prozess geht aus dem ready-Zustand in den running-Zustand über) vom Dispatcher aufgerufen und trifft dann sowohl langfristige als auch kurzfristige Entscheidungen. Im Webumfeld wird das Wort Dispatcher häufig als Synonym für einen Load Balancer verwendet, der im Hochlastumfeld die eingehenden Anfragen auf mehrere Server verteilt.